# Воллмер, Джоан
Джоа́н Во́ллмер А́дамс Бе́рроуз (англ. Joan Vollmer Adams Burroughs, 4 февраля 1923, Лоудонвилл, округ Олбани, штат Нью-Йорк — 6 сентября 1951, Мехико, Мексика) — вторая жена одного из крупнейших авторов «разбитого поколения» Уильяма Берроуза и мать их общего сына Билли, представителя «второго поколения» битников. По причине отсутствия развёрнутых упоминаний о Джоан в творчестве Берроуза, скромности описаний её жизни в работах исследователей бит-поколения и малого количества сохранившейся корреспонденции Воллмер единственная на сегодняшний день крупная работа о ней была представлена только в 2002 году за авторством Д. Грауэрхольца.
Наибольшую известность Д. Воллмер получила в качестве «музы» внутреннего круга бит-авторов, сформировавшегося из студентов Колумбийского университета в ходе многочисленных квартирных вечеринок у Воллмер и её соседки Э. Паркер, будущей жены Джека Керуака. Основное влияние Воллмер, трагически погибшей от руки своего мужа, выразилось в творчестве Берроуза, отводившего Джоан роль «катализатора» и, без преувеличения, первопричины всей своей писательской деятельности в целом. В 2000 году американским режиссёром Гэри Волковым был снят посвящённый У. Берроузу фильм, в котором, среди прочих тем, были рассмотрены его непростые отношения с женой и вопрос её влияния на зарождающееся литературное поколение.

## Биография

### Детство и юность
Д. Волмер родилась в коммуне Лоудонвилл, расположенной рядом с городом Олбани (штат Нью-Йорк). Её отец, Дэвид Воллмер, был преуспевающим менеджером, обеспечивавшим безбедное существование семьи. Воллмер росла в достатке, однако стремилась найти себя и покинуть родительский дом — в начале 1940-х она переехала в Нью-Йорк, поступив в Колледж Барнард при Колумбийском университете и начав изучать журналистику.
В Нью-Йорке Воллмер производила исключительно положительное впечатление на окружающих — помимо природной красоты, Джоан была хорошо образована, много читала и любила вести длительные беседы на различные темы. Вскоре в неё влюбился студент юридического факультета Пол Адамс, и они поженились — в августе 1944-го у них родилась дочь Джули. Во время пребывания в одном из городских баров в большой компании друзей Джоан познакомилась с Эди Паркер (англ. Edie Parker, впоследствии первая жена Д. Керуака). Уже год спустя брак Воллмер распался; инициатором прекращения отношений выступила сама Джоан, в то время как Пол находился на службе в армии.
Тесно общаясь со многими студентами университета, Джоан стала собирать вокруг себя молодых людей, которые позднее составят основу бит-поколения. На съёмной квартире в Манхэттене, которую занимали Воллмер и Паркер, в разное время собирались Л. Карр, Д. Керуак, А. Гинзберг и многие другие. Карр, Керуак и Гинзберг познакомили Джоан с её будущим мужем, Уильямом Берроузом. Квартира, в которой проживала Джоан, занимала особое место в истории бит-поколения — по сути, наиболее тесные дружеские связи «внутреннего круга» битников зародились именно там. Уильям, зависимый к моменту знакомства с Воллмер от морфина, вскоре приобщил всю компанию к наркотикам — Гинзберг употреблял пейотль, Керуак и Воллмер стали зависимы от бензедрина. При этом отношения Уильяма и Джоан ото дня в день становились только крепче — они стали жить в фактическом браке.

### Молодость
Уильям и Джоан испытывали постоянные проблемы из-за пристрастия к наркотикам; так, в апреле 1946-го Берроуз был арестован за попытку покупки лекарств по поддельному рецепту. Состояние Воллмер же продолжало стремительно ухудшаться из-за растущих доз потребляемого бензендрина — вдобавок к этому из-за проблем с законом Джоан была вынуждена съехать с манхэттенской квартиры. Из-за постоянных психозов она попала на обследование и принудительное лечение в госпиталь Белвью. Окончив курс к октябрю, она отправилась к родителям, откуда писала Эди Паркер, что последний год был сущим кошмаром для неё — частое употребление бензедрина, вынужденное расставание с дочерью, несколько интриг на стороне. Воллмер тяготило, что Уильям развёлся, а сама она ещё нет. Тем временем к делу о поддельном рецепте был привлечён лечащий врач семьи её гражданского мужа — Уильям был вынужден пройти курс психоанализа и вернуться к родителям в Сент-Луис; при этом же его отношения с женой только становились ближе.
В начале октября Джоан и Уильям снова воссоединились и при финансовой поддержке Берроузов-старших перебрались в Нью-Вейверли (штат Техас). 21 июля 1947 года у двоих родился сын — Уильям, которого они чаще называли «Билли»; незадолго до этого близкий друг четы, Г. Ханке, познакомил Берроуза с героином, к которому последний быстро пристрастился. Тяжёлая зависимость Джоан от бензедрина (она не переставала употреблять его даже во время беременности), считает доктор медицины К. Алан Юнг, в сильной степени отразилась на состоянии её сына и обусловила его дальнейшую трагическую судьбу. Уильям всей душой любил сына и очень хорошо относился к приёмной дочери Джули.
В Нью-Вейверли семья планировала зарабатывать деньги выращиванием марихуаны для последующей продажи, однако вскоре стало совершенно очевидно, что качество наркотика оставляло желать лучшего и много денег на этом заработать было нельзя. Из-за пристрастия к героину Берроузу становилось всё хуже, и он прошёл краткосрочный курс лечения в известном центре по реабилитации наркоманов в городе Лексингтон (штат Кентукки). По окончании его лечения молодая семья, разочаровавшись в Техасе, решила переехать в пригород Нового Орлеана — непродолжительное время Джоан и Уильям были свободны от наркозависимости, однако быстро пристрастились к алкоголю. В 1948 году семья купила небольшой дом в городке Алжир, где их часто навещали друзья по Колумбийскому университету.
Здесь же, отмечает Грауэрхольц, Берроуз впервые начал явно отходить от занимаемой в соответствии с семейным положением гетеросексуальной позиции — Новый Орлеан был богат на многочисленные гей-бары, и отношения к сексуальным меньшинствам в общем в городе было достаточно лояльным. Помимо этого, не составляло труда найти наркотики — и Берроуз снова вернулся к зависимости. Дом Уильяма и Джоан, спрятанных под личиной «Старого Буйвола Ли» и «Джейн», описал Керуак на страницах своего наиболее известного романа «В дороге»:
«Мы направились к дому Старого Буйвола Ли, который находился в пригороде, недалеко от дамбы. Дом этот стоял у дороги, бежавшей через заболоченное поле. Это была ветхая развалюха, обнесённая покосившейся верандой, с плакучими ивами во дворе. <…> Джейн всё вглядывалась в даль, отыскивая свой пожар. В те дни она глотала по три тюбика бензедрина. Её некогда по-немецки пухлое привлекательное личико стало непроницаемым, красным и измождённым. В Новом Орлеане она заразилась полиомиелитом и слегка прихрамывала».
— Джек Керуак, «В дороге»

### Последние годы
Год спустя, 16 апреля 1949 года, Берроуз писал Гинзбергу, что ему предъявлено обвинение в хранении наркотиков и грозит тюремное заключение; 27 мая он первый раз упомянул, что собирается с семьёй перебраться на юг. 13 октября писатель уже отсылал письма из нового дома в Мексике. Уильям пытался стать фермером; на обширных полях, прилегающих к дому, он выращивал различные овощи, хлопок и коноплю; он писал Гинзбергу: «С хлопком вышло недурно, однако расходы на сбор урожая и технику почти съели доход. Месяца через два подоспеют осенние овощи. Мехико — сказочный город, цены тут — треть от штатовских. Жить бы здесь и не тужить, да и смогу ли обитать ещё где, не представляю…». В Мехико Джоан не могла достать необходимый ей бензедрин и быстро пристрастилась к текиле; Гинзбергу Воллмер писала, что «чувствует себя замечательно» и успевает «нализаться» к восьми часам вечера — благодарила за это иод в таблетках, Райха (идеями учёного активно был увлечён Уильям) и веру.

Берроуз же в это время возобновил приём легкодоступного теперь героина и окончательно вернулся к гомосексуальности — у пары начались частые разлады на этом фоне. Об отношении Воллмер к старой привычке мужа сам Берроуз писал в «Джанки»:
«Когда моя жена просекла, что все пошло по новой, то сделала так, как не поступала еще ни разу в своей жизни. Спустя два дня после знакомства со стариной Айком я готовил продукт. Жена вырвала ложку и выплеснула джанк на пол. Я закатил ей пару пощечин, и она, рыдая, бросилась на кровать, а потом обернулась ко мне:

   — Ты что, вообще уже ничего не хочешь? Ты не представляешь, каким становишься невыносимым, когда сидишь. Как будто все меркнет…Ладно, делай, что хочешь. Думаю, у тебя все равно есть заначка».
— Уильям Берроуз, «Джанки»
Джоан упрекала Уильяма в постоянных изменах, хотя последний не видел в этом ничего предосудительного; Гинзберу, аналогичным образом осуждавшему его, он говорил следующее: «Безумие какое-то, я никогда в жизни не притворялся, будто мне нравятся женщины! О какой лжи ты говоришь? Я ни разу не обещал никому ничего подобного! Как мог я обещать дать то, чего дать не в состоянии? Я не отвечаю за сексуальные чувства Джоан, да и не отвечал никогда — с какой стати?». Описывая отношения Уильяма и Джоан, в равной степени Д. Керуак и М. Диттман отмечали, что Воллмер безумно его любила, но ей было крайне трудно мириться с гомосексуальностью мужа и его ненавистью к институту семьи как таковому. Сам же Уильям расценивал их с Джоан отношения как построенные на некоторой «мистической связи». Семейный кризис пары, считает О. Харрис, помимо наркозависимости и гомосексуальности, был обусловлен поисками своего писательского голоса Берроузом и многочисленными сомнениями в своих способностях как автора. В сентябре 1950 года пара даже подала заявление на развод, однако спустя месяц раздумий двое всё же решили не расходиться и помирились.

### Смерть
В разгар вечеринки на совместной с Воллмер квартире 6 сентября 1951 года Берроуз рассказывал своим друзьям о планах по переезду с семьёй в Южную Америку — он мечтал жить, промышляя охотой. Услышав мужа, Джоан сказала, что если бы Уильям был охотником, то на пару с ним они бы голодали — в ответ на это Берроуз попросил её поставить стакан на голову. Гостям Берроуз сказал, что «пришло самое время пострелять в стиле Вильгельма Телля», — будучи в состоянии сильного алкогольного опьянения, он попал жене в лоб; так, во всяком случае, трактуют случившееся большинство современных историков, однако данный факт ставится под сомнение Д. Грауэрхольцем, посвятившим жизни Джоан большой доклад на выступлении в Американском университете в 2002 году. Л. Маркер, присутствовавший на вечеринке, говорил биографу Берроуза Т. Моргану, что, вероятно, подобной фразы писатель никогда и не произносил, хоть последствия и очевидны. Другой свидетель событий, Э. Вудс, в свою очередь утверждает, что не припомнит, чтобы Уильям говорил подобное, и не очень-то верит, что он в принципе мог это сказать. Показания самого писателя, взятые в этот же день в мексиканском полицейском участке, утверждают обратное — однако в ходе интервью с К. Кникербокером в 1965 году Берроуз вообще отрицал историю с Теллем и то, что он в принципе целился в свою жену. Это же он повторил пятнадцать лет спустя в ходе работы с кинорежиссёром Г. Брукнером — в ответ на вопрос про Телля писатель заявил: «Никогда, никогда, никогда. Это просто бред». Самому Моргану в середине 1980-х годов писатель признался, что игра в Вильгельма Телля была и широко известная сейчас фраза действительно была произнесена — в интервью Берроуза-Моргана же, отмечает Грауэрхольц, однозначного ответа всё же нет.
Интересную версию представляет близкий друг четы Берроузов Т. Марак, утверждая, что лично был свидетелем игр «в стиле Телля» ещё в 1940-х годов; помимо этого, Марак делает однозначное утверждение, что Уильям был первоклассным стрелком и без особого труда попадал в подброшенный в воздух грейпфрут — что, считает Грауэрхольц, позволяет рассматривать события 6 сентября 1951 года в новом свете; на текущем этапе (пока анонсированная Грауэрхольцем биография Уильяма не издана), однако, вопрос об обстоятельствах смерти Джоан остаётся открытым. В тяжёлом состоянии Воллмер была госпитализирована; информация о точном времени смерти, впрочем, весьма противоречива — часть местных газет писала, что Джоан погибла через несколько часов после того, как была доставлена в больницу, другие сообщали, что смерть наступила через считанные минуты. Уильям был арестован в приёмном покое по обвинению в непредумышленном убийстве и заключён под стражу.

## Суд над У. Берроузом
На первом допросе в присутствии журналистов Берроуз придерживался версии игры в Вильгельма Телля — однако на судебном процессе им была выдвинута уже другая трактовка событий: «во время демонстрации друзьям пистолета Star .38-калибра оружие непроизвольно выстрелило, попав Джоан в голову». Так как у него не было мексиканского гражданства (которое могло облегчить задачу его защитникам), Берроуз заявил, что является туристом и прибыл в Мексику всего пару дней назад, хотя фактически жил на территории страны уже два года. Адвокату Берроуза удалось убедить в ложном статусе миграционную службу и представителей правосудия — однако и обратно в США обвиняемому путь был заказан — ранее он бежал из страны, не явившись на судебный процесс по обвинению в хранении наркотиков (о котором в апреле 1949-го писал Гинзбергу). На третий день пребывания в тюрьме, 10 сентября, Берроузу должны были предъявить официальное обвинение, или же по истечении 72 часов с момента задержания его нужно было отпустить. На судебном заседании, после заслушивания всех свидетельств, У. Берроуз был признан виновным в убийстве жены — в соответствии с законодательством, ему грозило тюремное заключение от восьми до двадцати лет.
На следующий день адвокатом Уильяма была подана апелляция. Как позже заявил сам Берроуз, его адвокат подкупил одного или нескольких экспертов в области баллистики, чтобы подтвердить, что выдвинутое днём ранее заключение о траектории полёта пули и летальных эффектах от ранения содержало грубейшие ошибки. На слушании дела о пересмотре вердикта по делу об убийстве Д. Воллмер вынесенные ранее баллистические экспертизы уже не фигурировали, задействованные отчёты датировались поздним, нежели 10 сентября, временем — таким образом, заключает Грауэрхольц, официальных документов, которые могли бы объяснить, как Берроузу удалось выйти из тюрьмы всего после двух недель пребывания в заключении, попросту не сохранилось. Вплоть до середины ноября 1952 года Берроуз оставался на территории Мехико, а затем уехал обратно в Штаты. В Мексику Берроуз больше никогда не возвращался.
Убийство жены стало центральным событием всей жизни Уильяма и, впоследствии, главным катализатором его творчества. Признаться в этом, да и вообще в первый раз по собственной воле открыто заговорить о Джоан он смог только через три десятилетия после произошедшего; в 1985 году он писал:
«Я вспоминаю тот день, когда не стало Джоан, неодолимое чувство обречённости и утраты… идя вниз по улице, я вдруг обнаружил, что слезы текут у меня по лицу. „Что случилось со мной?“. <…> Я вынужден прийти к ужасному заключению, что смог стать писателем только во имя смерти Джоан, и к осознанию того, до какой степени мою прозу мотивировало и оформило это событие. Я живу с постоянным страхом стать одержимым и с постоянной потребностью избежать одержимости, избежать Контроля. Ибо смерть Джоан познакомила меня с захватчиком, с Уродливым Духом, и сделала моим курсом пожизненную борьбу, в которой у меня нет и не было иного выбора, как выписаться на свободу».
— Уильям Берроуз, введение романа «Гомосек»
Некоторые авторы считают, что Джоан, в первую очередь из-за пристрастия к наркотикам и алкоголизма, в любом случае суждено было в весьма короткий промежуток времени умереть по исключительно физиологическим причинам, спусти Уильям курок или нет. После трагического происшествия Билли был на неопределённое время отправлен в Сент-Луис к родителям Берроуза-старшего, Лоре и Мортимеру; Джули отправили к бабушке со стороны матери. В предисловии к сборнику писем Берроуза О. Харрис пишет, что документальных свидетельств о состоянии Берроуза после инцидента с убийством Джоан не сохранилось (помимо предисловия к «Гомосеку») — при этом Уильям никогда не писал о юридической стороне дела, ставя акцент исключительно на своих переживаниях. Информации о том, виделся ли когда-либо Берроуз-старший с Джули, нет, отношения с Билли за короткую жизнь последнего так и не сложились.

## Влияние и память
Помимо неоспоримого влияния на творчество У. Берроуза, которое последний сам отмечал, Джоан Воллмер успела оставить заметный след в истории всего бит-поколения. Так, в первую очередь отмечают её радушие и коммуникабельность — и, как следствие, частые вечеринки на манхэттенской квартире, где «внутренний круг» «разбитых» начал своё сплочение. Б. Найт, специализирующаяся на теме женщин в истории бит-поколения, отводит Воллмер роль покровительницы и музы «разбитых», отмечая высокую образованность в философии и литературе, напористый нрав и самостоятельность Джоан, сослужившие хорошую службу зарождающемуся движению; похожего мнения придерживается и Д. Уиллс, отводя Джоан важнейшую роль в истории движения. Гинзберг, к примеру, первоначально задумывал принёсший ему общенациональное признание «Вопль» в качестве некролога, посвящённого Воллмер.
Несмотря на то, что письма Воллмер к её ближайшим друзьям практически не сохранились, тема её влияния на бит-поколения и её отношения с У. Берроузом рассмотрены в фильме «Ритм» (США, 2000, реж. Г. Волков). Сфокусированная на жизни известного писателя, в описываемое время ещё только начинающего, картина рассматривает непростые отношения Уильяма (К. Сазерленд) и Джоан (К. Лав) в срезе тяжёлого алкоголизма последней и наркозависимости первого, также затрагивает тему гомосексуальности Берроуза и весь комплекс связанных с бит-поколением событий в целом. Картина Волкова также описывает крайне слабо освещённую сторону жизни Воллмер, а именно её писательские опыты — при том, что ни одна из её работ так и не была опубликована.
В картине «На дороге» 2012 года роль Джейн Ли, персонажа, основанного на биографии Воллмер, исполнила трёхкратная номинантка на премию «Оскар» Эми Адамс.